# Ceahlău
Ceahlău es una comuna ubicada en el distrito de Neamț, Rumania.

## Superficie
Posee una superficie de 95,57 kilómetros cuadrados.

## Demografía
Hasta 2021 la población era de 2035 habitantes, con una densidad de población de 21,29 habitantes por kilómetro cuadrado.